# Le Masque aux dents blanches
« The Iron Claw » redirige ici.  Pour le film sur le catch, voir The Iron Claw (film).
Pour plus de détails, voir Fiche technique et Distribution.
Le Masque aux dents blanches (The Iron Claw) est un serial américain réalisé par George B. Seitz et Edward José, sorti en 1916. Composé de seize chapitres, seule une copie du septième existe encore. Les autres sont considérés comme perdus.

## Synopsis
Inconnu.

## Fiche technique
- Titre original : The Iron Claw
- Titre français : Le Masque aux dents blanches
- Réalisation : George B. Seitz et Edward José
- Scénario : George B. Seitz
- Pays de production : États-Unis
- Format : Noir et blanc - 1,33:1 - Film muet
- Genre : aventure
- Date de sortie : 1916

## Distribution
- Pearl White : Margery Golden
- Creighton Hale : Davey
- Sheldon Lewis : Legar, la griffe de fer
- Harry L. Fraser : le masque qui rit
- Edward José : Manley
- George B. Seitz